# Пизония белая
Пизония белая (лат. Pisonia albida) — декоративно-культурный вид растения рода Пизония (Pisonia) семейства Никтагиновые (Nyctaginaceae). Одно из самых редких видов среди Пизонии. Синоним — Pisonia subcordata albida (Heimerl).

## Этимология
Отличительной особенностью является цвет молодых листьев на верхушках веток — они бледно-зеленого или белого цвета. Бледноватый цвет листьев остается не только у листовых зачатков, но и подрастающих листьев, и также не зависит от дорсальной и вентральной сторон. При этом с ростом новых листьев цвет более старых становится зеленее. Так образуется на каждой ветке градиент от белого до зеленого. Именно благодаря этой особенности растение получило такое название как Пизония белая.
В разных странах может называться по разному, так в Гавайях можно встретить его название как «papala kepau», а на Самоа — «fue la'au». В других районах можно услышать название «catchbirdtree».

## Происхождение
Родной ареал этого вида — от Эспаньолы до Южного Пуэрто-Рико. Это дерево, произрастающее в основном в сезонно засушливом тропическом биоме. Были замечены в лесах и зарослях на засушливых побережьях и в известняковых районах Пуэрто-Рико. Диапазон естественного прорастания — Карибские острова: Пуэрто-Рико, Доминиканская Республика. В Австралии, Новой Гвинее, Юго-Восточной Азии и других регионах Тихого океана встречается вблизи побережья, на открытых участках или вдоль сухих прибрежных лесов южных низменностей.
Считается, что Pisonia Horneae и Pisonia roqueae были ошибочно занесены в каталог под одним названием Pisonia subcordata, ошибочно идентифицированы как Pisonia albida или Pisonia subcordata, и неофициально названы как «Pisonia  borinquena» и «Pisonia woodburyana». В 1918 году Пол Карпентер Стэндли реклассифицировал Пизонию белую (Pisonia subcordata) как синоним Pisonia albida. По совпадению, в 1980 году Вестра исследовала и аннотировала дубликаты экземпляра Sintenis 2705 (B, K) и сочла их смешанной коллекцией, содержащей части Pisonia albida и Pisonia subcordata Swartz.

## Описание

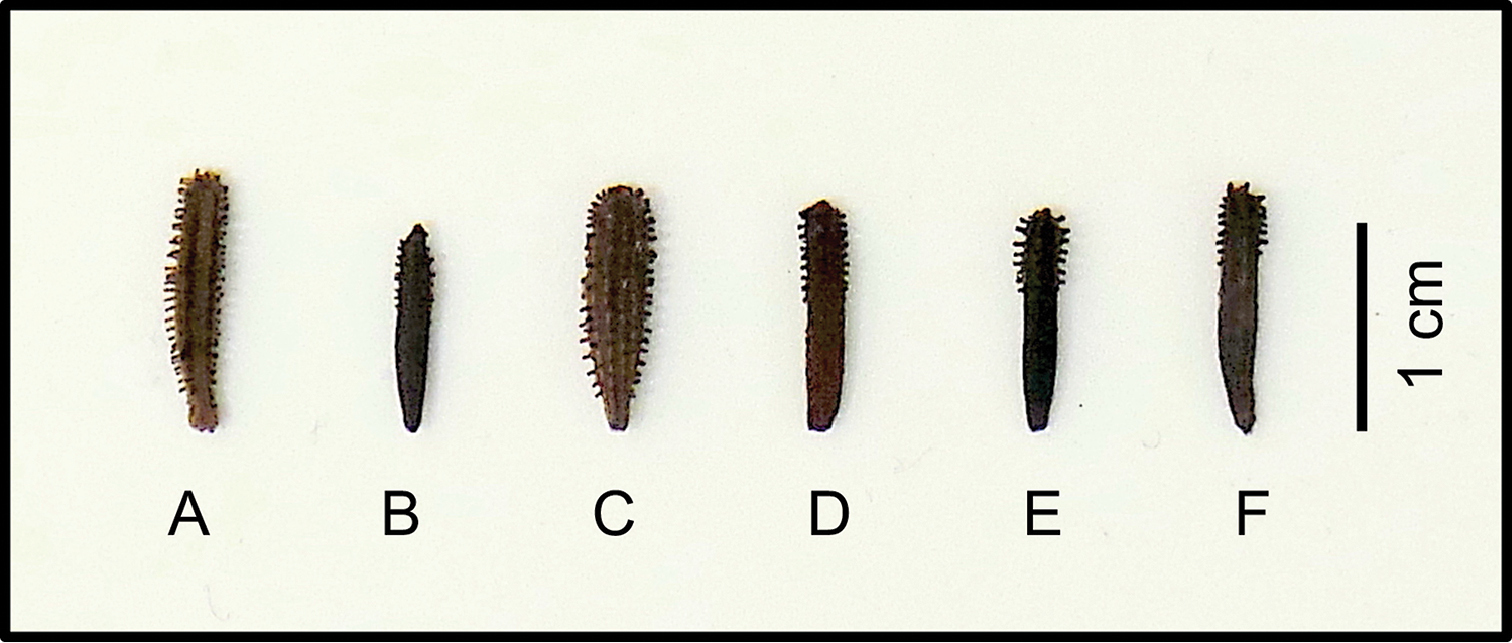
Плоды шести видов пизонии из Пуэрто-Рико. Pisonia aculeata (A), Pisonia albida (B), Pisonia horneae (C), Pisonia roqueae (D), Pisonia subcordata (E), Pisonia taina (F)

Вечнозеленый тропический и субтропический листопадный кустарник средней высоты с достаточно большими листьями удлиненной остроконечной формы. Может вырастать деревом с раскидистой кроной высотой до 9 метров. Семя данного вида черного цвета длиной до 10 мм. Листья большие и блестящие длиной до 30 см и шириной до 15 см, обычно постоянной эллиптической формы, в высушенном состоянии зеленоватые, с абаксиальной стороны беловатые. Кора растения коричневая и грубая, а его ветви скрученные и деформированные, что придает ему уникальный и пленительный вид. Диаметр ствола 15–30 см, ядро желтоватое, в порах серебристая смола; заболонь желтоватая или беловатая. Древесина крупно-текстурная, умеренно мягкая. Основание ствола и корни часто увеличены, напоминая слоновью ногу с пальцами. Плоды маленькие и липкие, коричневые и булавовидные, с пятью рядами вязких железок на дистальном конце. Липкие гроздья плодов, упавшие на землю, могут стать причиной гибели запутавшихся в них молодых птиц. 

### Цветение
Цветет дерево редко, дает зеленовато-белые цветы, которые собраны в соцветия.

## Культивирование
Раздельнополый вид, как мужские, так и женские формы, необходимо выращивать, если требуются плоды и семена. Для размножения используется семя, черенки или отводки.

### Агротехника
Чтобы вырастить Pisonia albida нужно учесть ряд важных условий: выбрать хорошо освещенное место, так как Pisonia albida требует полного солнца или частичной тени для оптимального роста. Оно может расти в тени, но рост и цветение будет медленнее и хуже. Этот вид предпочитает температуру 16-32°C и не переносят морозов. Pisonia albida может выживать в областях с высокой влажностью и жарой, но они могут расти не так хорошо, как в более прохладных условиях. Хорошо растет на дренированной почве богатой органическими веществами. Лучше всего они растут в почве с pH 6,0-7,5. Эти растения могут переносить различные типы почв, включая песчаные, суглинистые и глинистые почвы, но они не будут хорошо расти в плохо дренируемых или заболоченных местах.

## Применение
Некоторые виды пизонии используются в народной медицине. Так данный вид имеет съедобные листья — при употреблении листьев растения во внутрь согласно рецептам народной медицины они помогают при артрите и ревматизме. Pisonia albida имеет несколько применений в традиционной медицине. Листья, кора и корни растения использовались для лечения различных заболеваний, таких как кашель, простуда и кожные инфекции. Сок растения также использовался для облегчения боли и воспаления.
Помимо своего медицинского применения, Pisonia albida также используется как декоративное растение в садах и ландшафтных проектах. Его уникальный и яркий внешний вид делает его популярным выбором для тех, кто хочет добавить тропический колорит в свои ландшафты.
Иногда дерево собирают в дикой природе для местного использования в качестве топлива.